# Cycas taitungensis
Cycas taitungensis är en kärlväxtart som beskrevs av C.F. Shen, K.D. Hill, C.H. Tsou och C.J. Chen. Cycas taitungensis ingår i släktet Cycas, och familjen Cycadaceae. IUCN kategoriserar arten globalt som starkt hotad. Inga underarter finns listade i Catalogue of Life.

## Bildgalleri

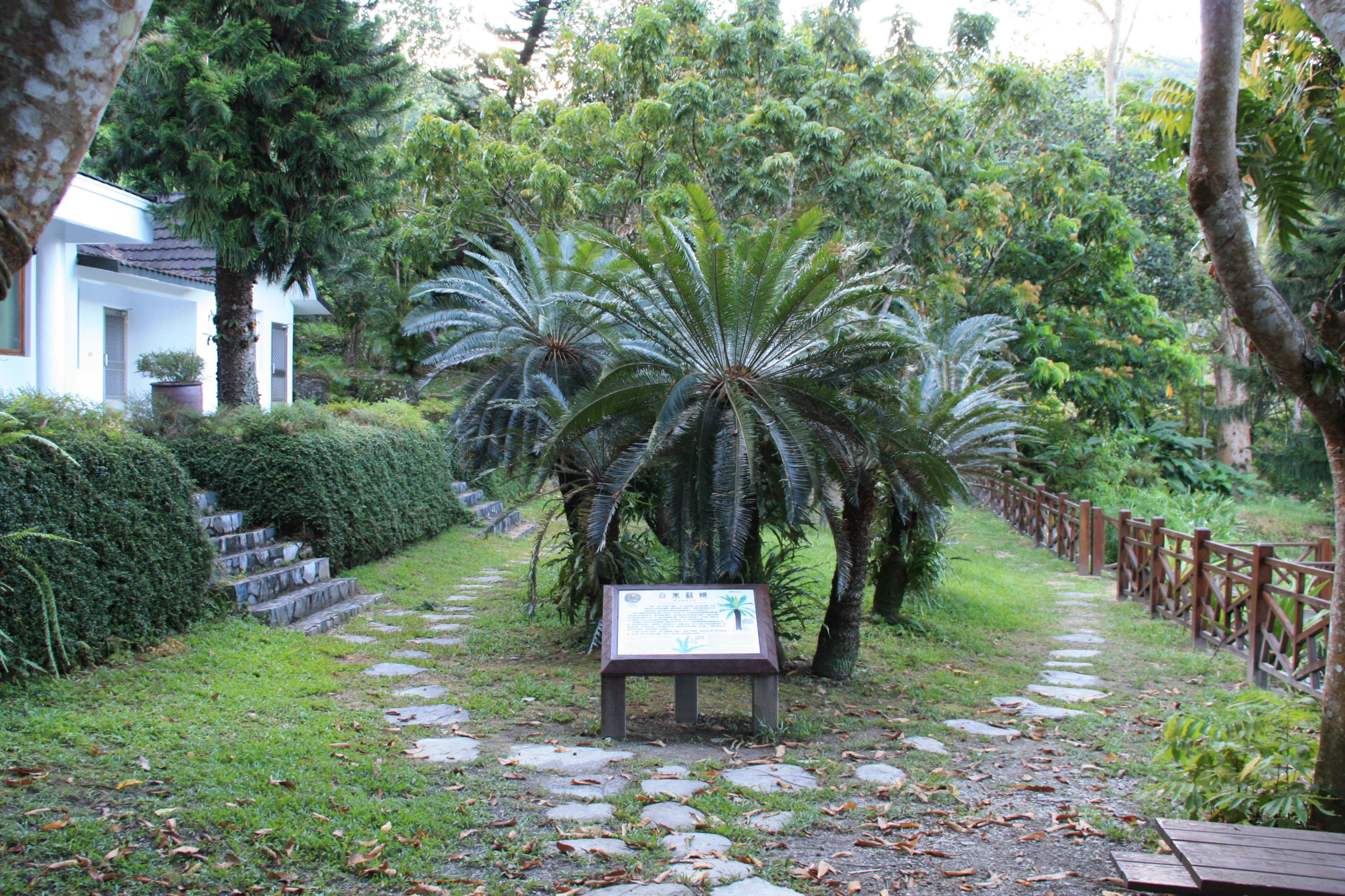
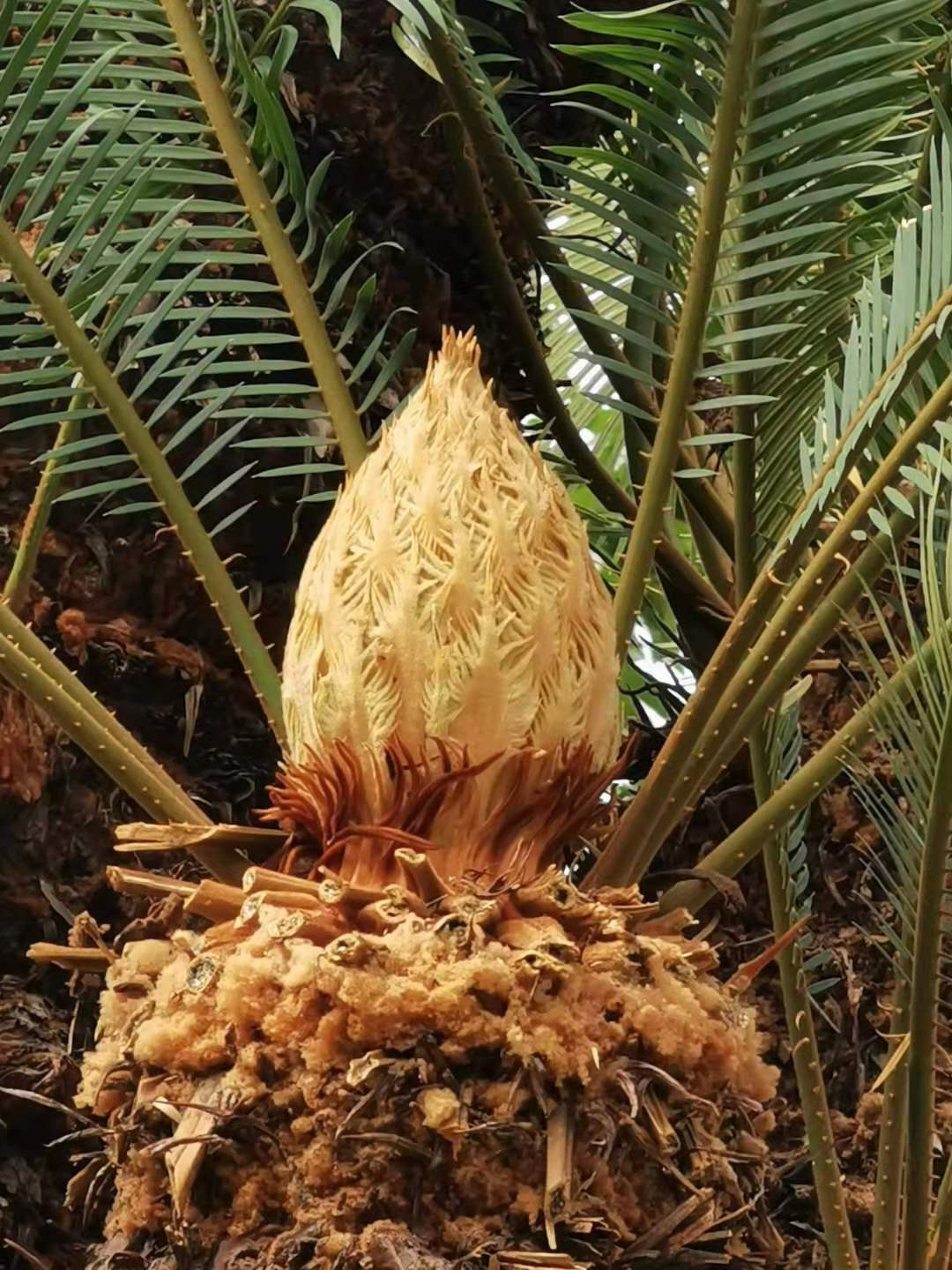
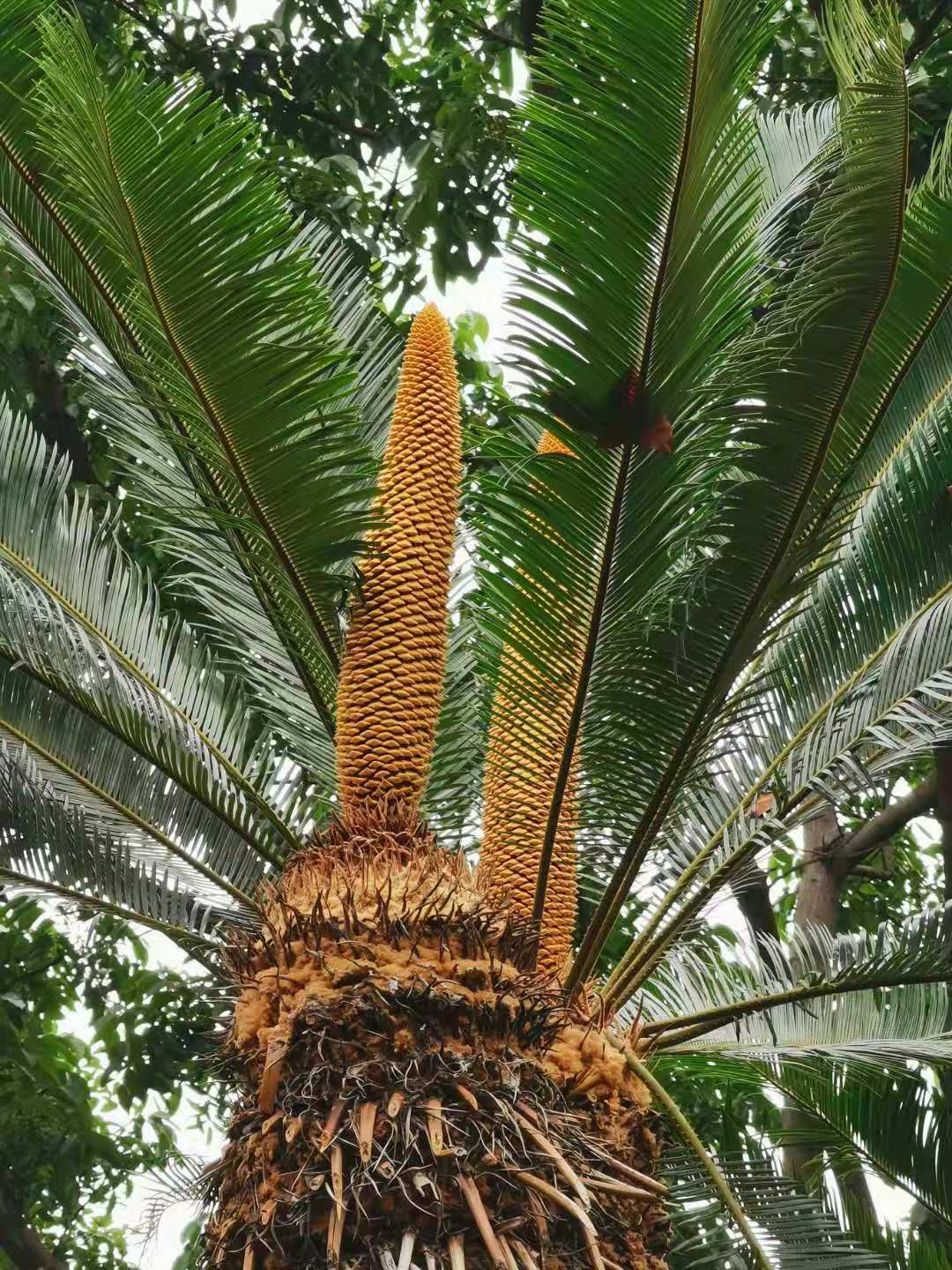
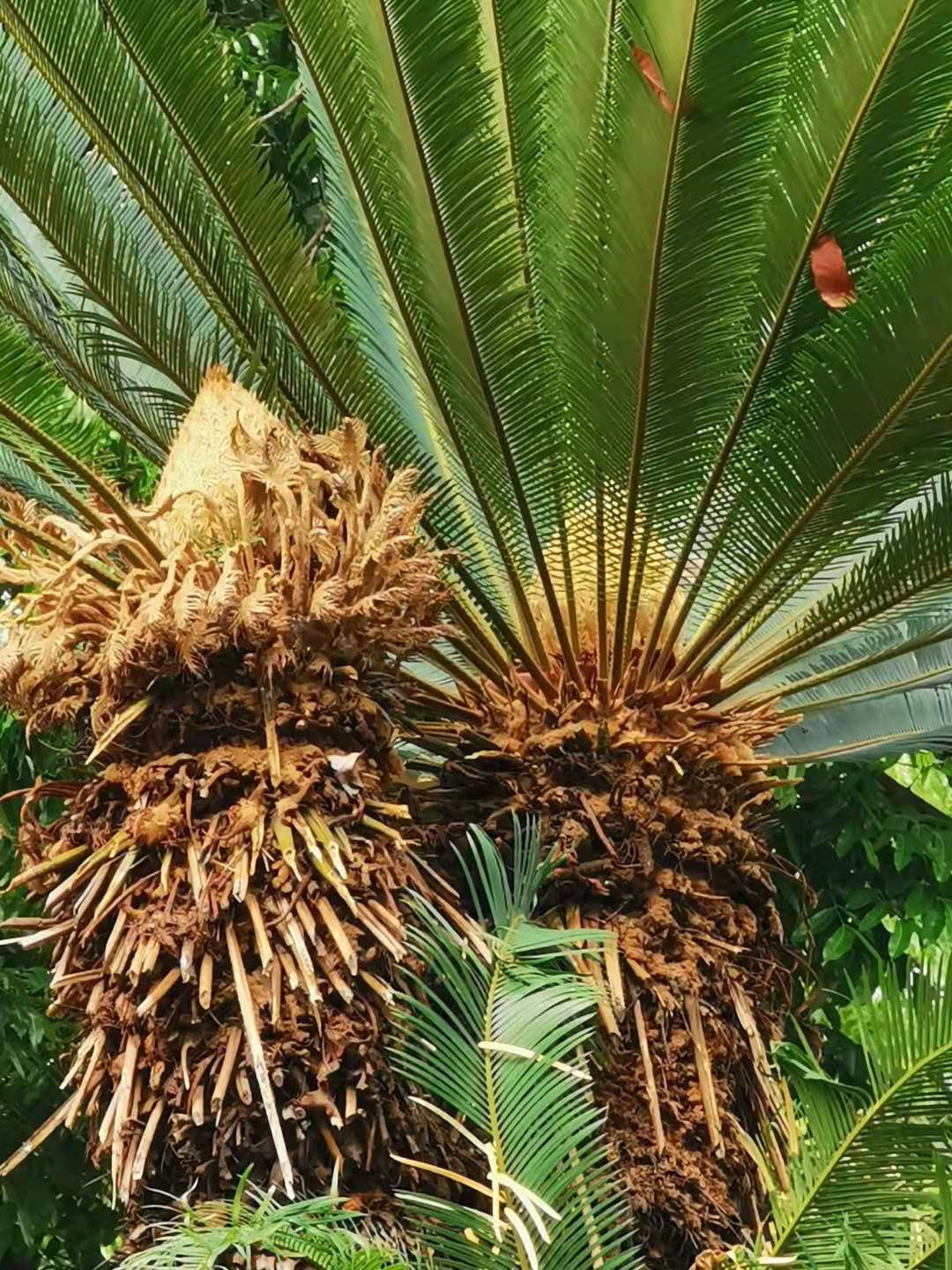
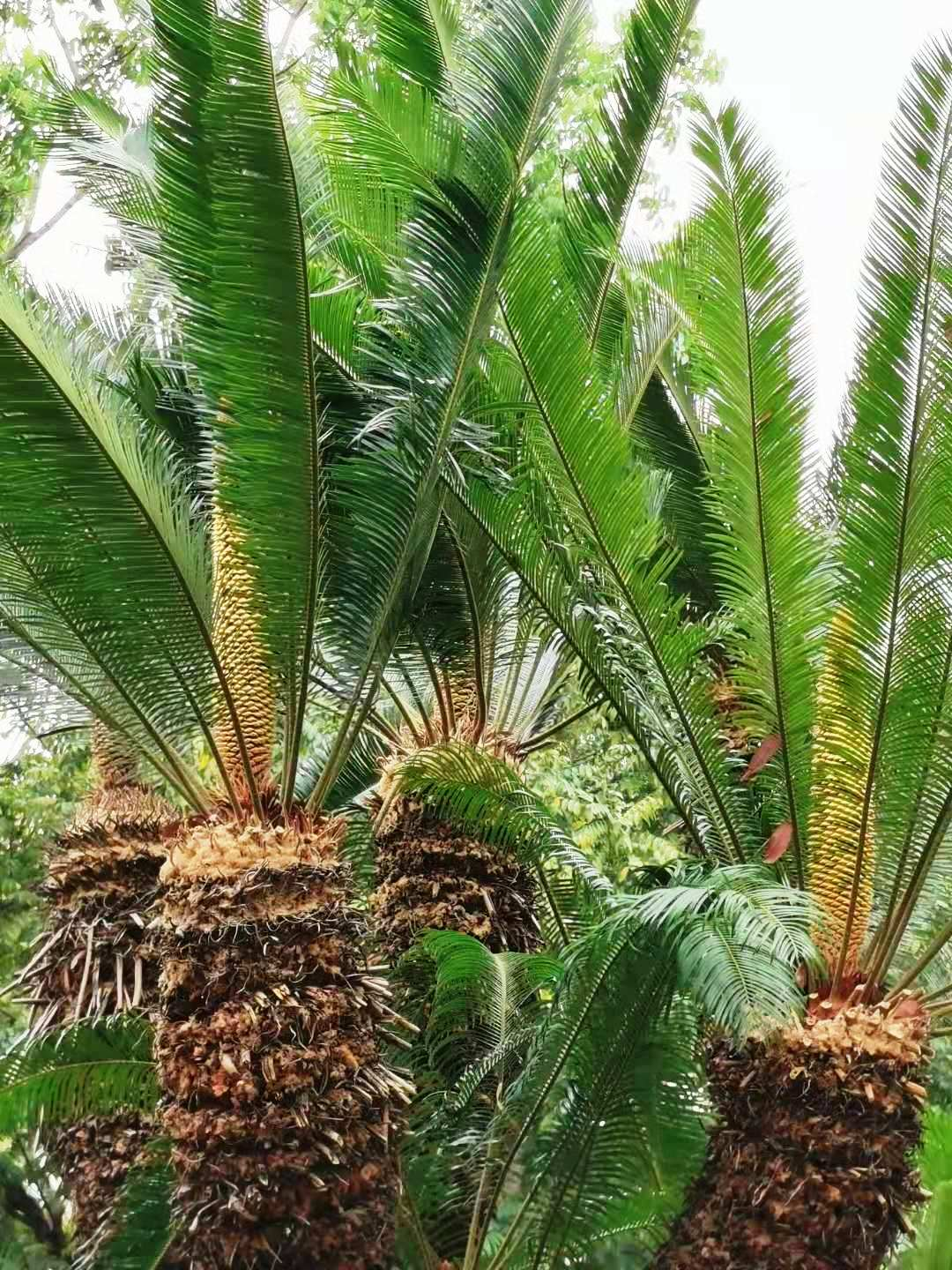
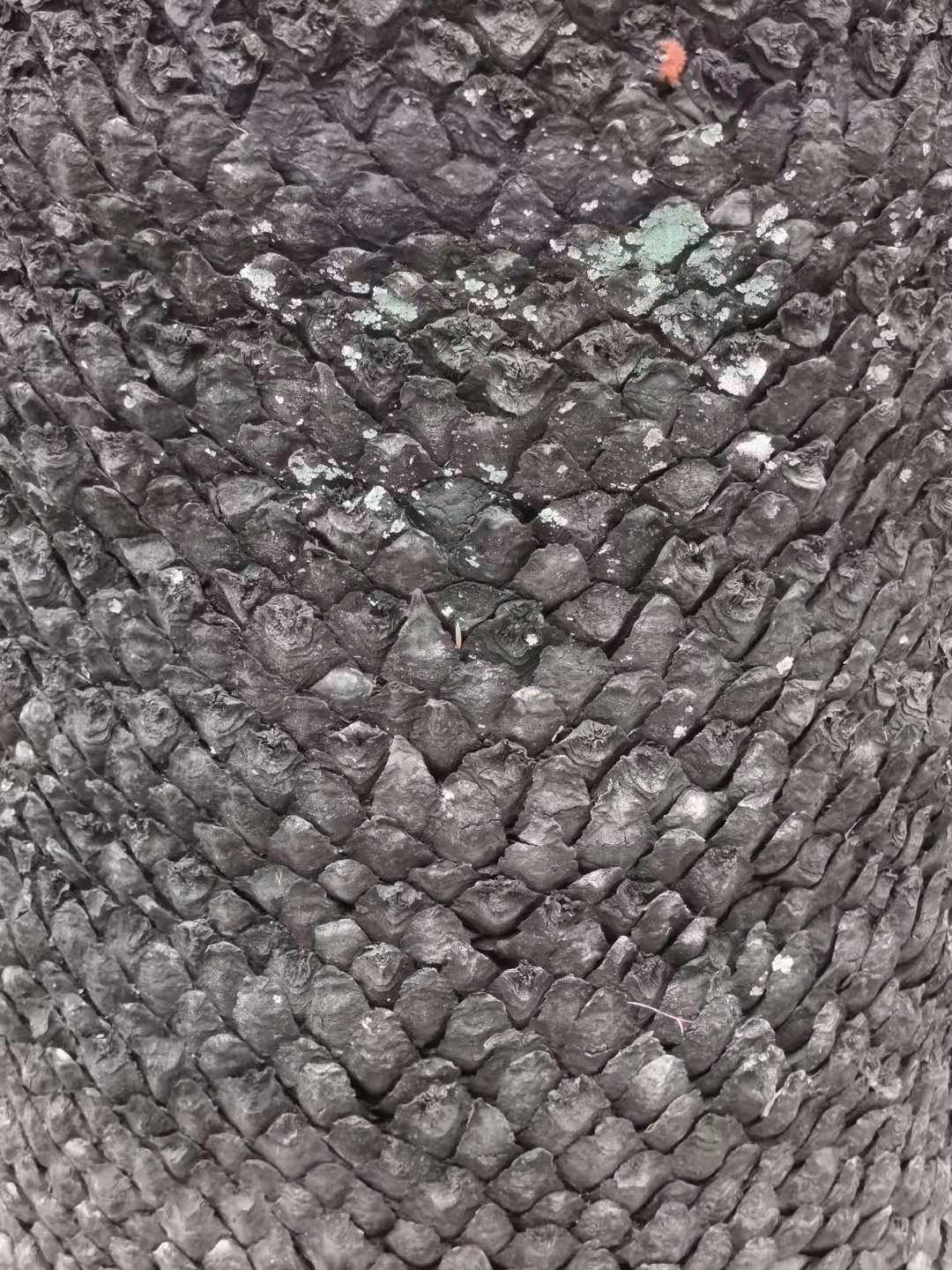
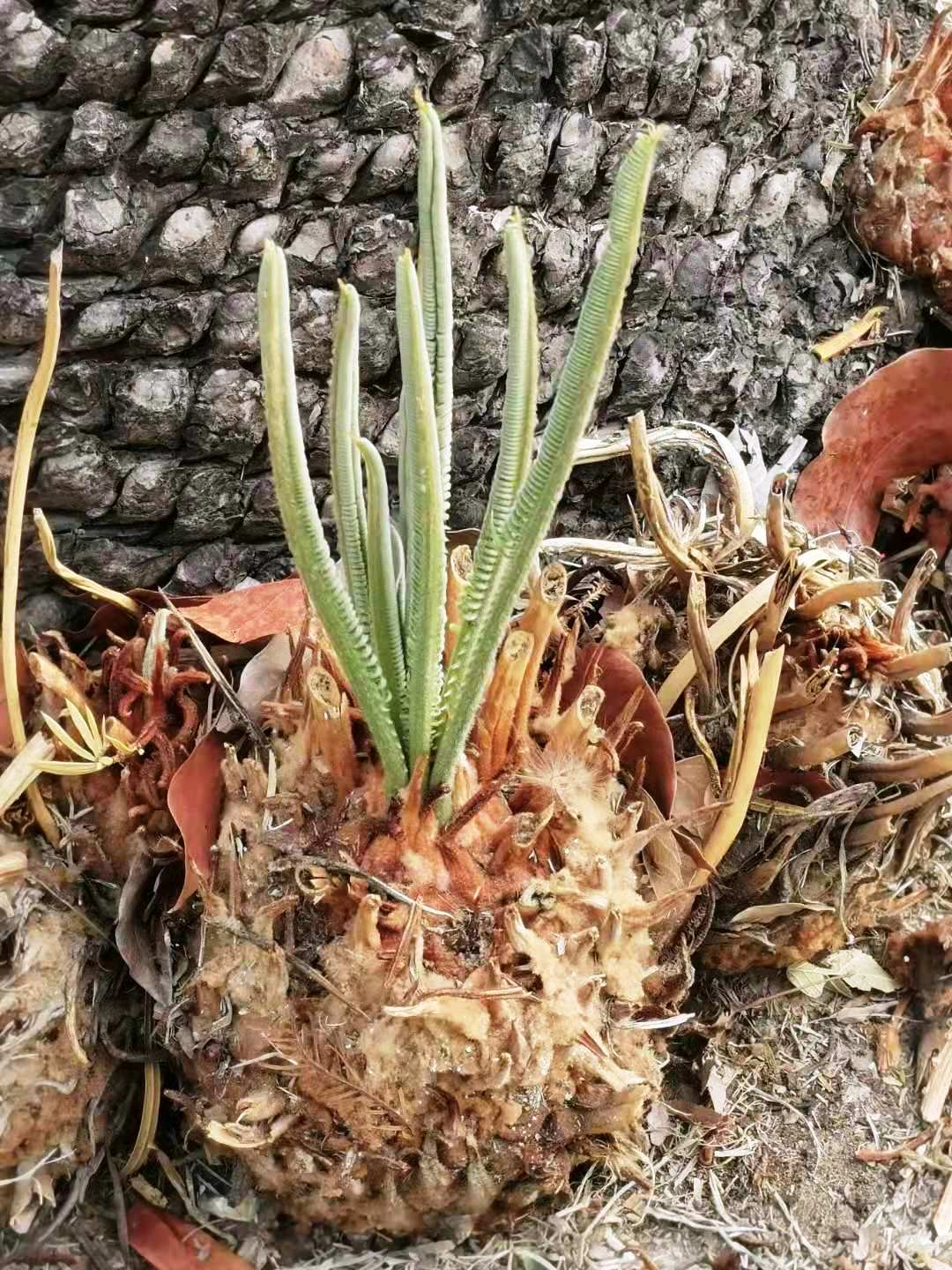
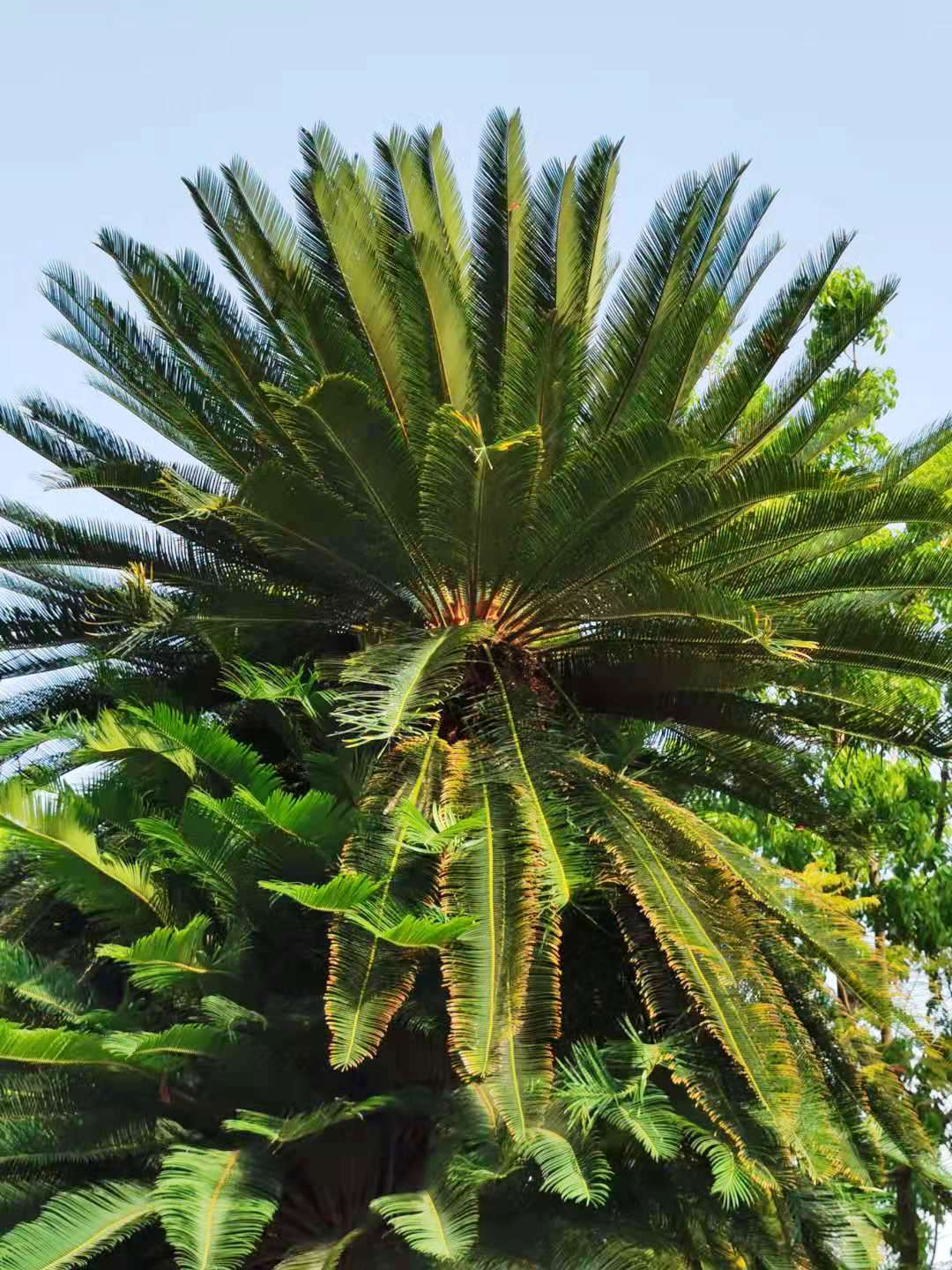
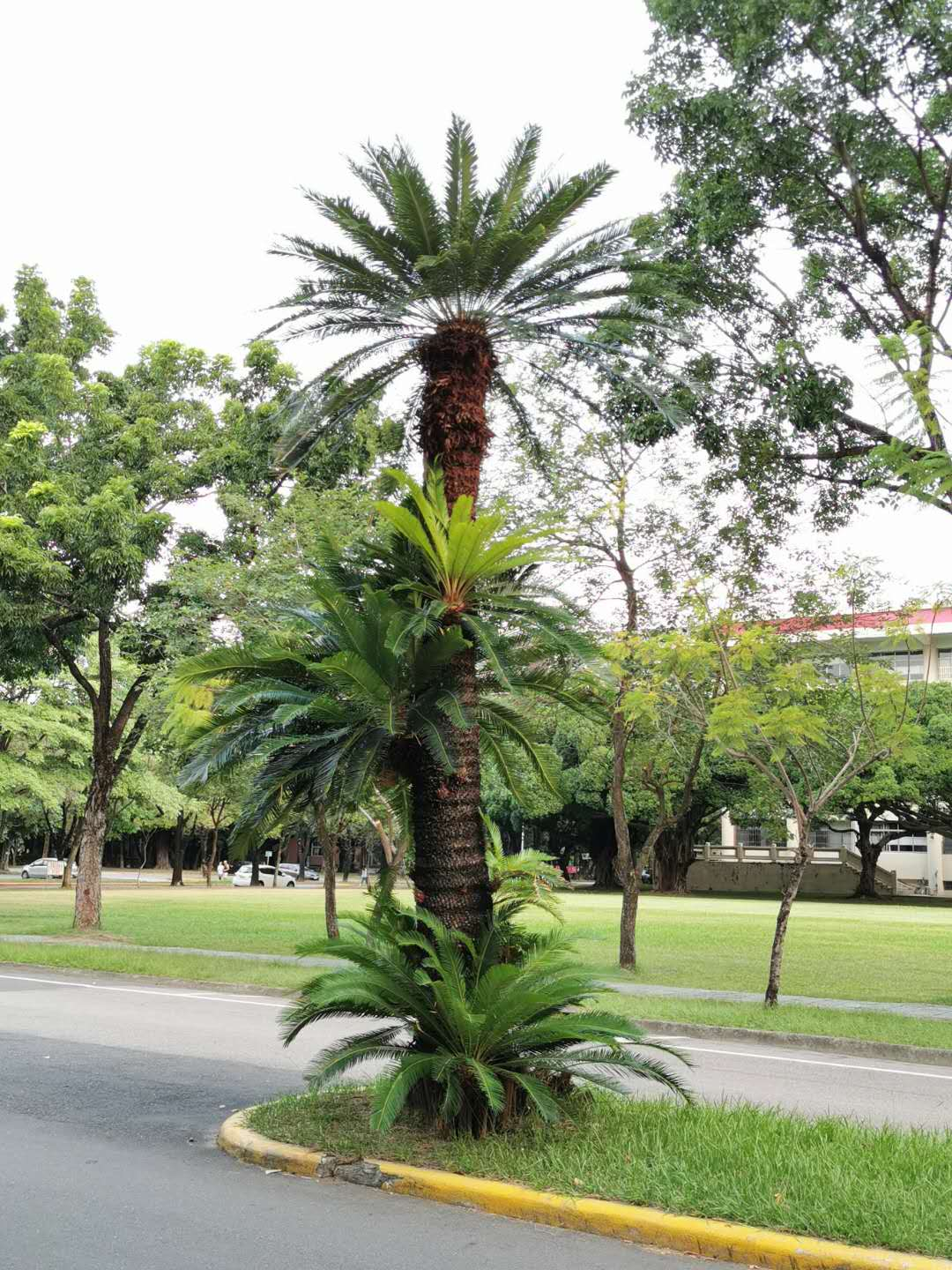